# 奇跡の人 (X-ファイルのエピソード)
「奇跡の人」（原題:Miracle Man）は『X-ファイル』のシーズン1第18話で、1994年3月18日にFOXが初めて放送した。

## スタッフ
- 監督：マイケル・ラング
- 脚本：クリス・カーター、ハワード・ゴードン

## キャスト

### レギュラー
- デイヴィッド・ドゥカヴニー - フォックス・モルダー特別捜査官
- ジリアン・アンダーソン - ダナ・スカリー特別捜査官

### ゲスト
- R・D・コール - モーリス・ダニエルズ保安官
- スコット・ベアストウ - サミュエル・ハートレイ
- ジョージ・ガーデス - カルヴィン・ハートレイ
- デニス・リップスコーム - レナード・ヴァンス
- ブリアン・ベニス - サマンサ・モルダー

## ストーリー
1983年、テネシー州ケンウッドで起きた自動車事故の現場に親子連れが現われる。子供の名前はサミュエル・ハートレイといった。サミュエルはひどい火傷を負った死体に「蘇りなさい」と語りかける。その様子を見ていた救助隊員はサミュエルを止めにかかるが、父親のカルヴィンは息子に死体への声掛けを続けさせた。その結果、死んだはずの男、レナード・ヴァンスは息を吹き返し、サミュエルの手を握りしめる。
それから10年後、スカリーはモルダーにサミュエルが心霊治療を行う様子を記録したビデオを見せていた。このビデオに映っている患者が治療を受けてしばらくした後に亡くなったのだという。この事件を殺人事件ではないかと疑った現地の保安官がスカリーに協力を求めてきた。2人はテネシー州クラークスビルで行われていたカルヴィン神父主催の集会に参加する。サミュエルの能力の真偽を見るつもりだった2人だが、サミュエルが死亡事故の直後に姿を消したことを知る。
死亡事故を引き起こしたことで自暴自棄になっていたサミュエルはバーで酔いつぶれていたところ、モルダーたちが現れる。2人はサミュエルの能力を疑っていたが、サミュエルはモルダーの妹が幼少時に誘拐されていることを言い当てる。モルダーはサミュエルが何を感じ取ったのかをさらに聞こうとしたが、サミュエルは保安官に連行されてしまう。サミュエルの保釈を認めるかどうかを判断する裁判が開かれたが、その裁判の最中、裁判所内にイナゴの群れが侵入してきた。それを見たサミュエルはイナゴの襲来こそ神が自分に対して怒っている証拠だと主張する。
裁判の結果、サミュエルは保釈された。そして、再び心霊治療に臨んだが、車いすの女性に手をかざした直後、女性は痙攣発作を起こして死亡する。死体解剖の結果、女性はシアン化合物を摂取したために亡くなったことが分かる。また、裁判所を調べたところ、イナゴ襲来のトリックも判明した。これらの事実から、モルダーはサミュエルが無実であると確信する。しかし、サミュエルが犯人だと思い込んだダニエルズ保安官は、彼の独房にならず者2人を放り込んで死に至らせる。
ヴァンスの自宅にサミュエルの亡霊が現れる。亡霊から裏切りを厳しく追及されたヴァンスは、傷だらけの醜い体でこの世に復活させられたことがつらかったのだと白状する。モルダーとスカリーはヴァンスがイナゴを購入した証拠をつかみ、ヴァンスを逮捕しに向かう。だが、ヴァンスは青酸カリを飲んでおり、死の間際、サミュエルが自分を許してくれたと2人の前で言い残す。
モルダーとスカリーはサミュエルの死体が死体保管所から消失したと知らされる。その病院の職員数名がサミュエルの歩く姿を目撃していた。その頃、ダニエルズ保安官はサミュエル殺害の手引きをした容疑で警察に連行されていた。
モルダーとスカリーはワシントンに戻るべく、車に乗り込もうとしていた。その瞬間、モルダーは妹の姿を鏡越しに見る。

## 製作
ハワード・ゴードンはアレックス・ガンサと長年タッグを組んで活動してきた。本エピソードで初めて、ゴードンは単独で脚本を執筆することになった。行き詰ったゴードンはクリス・カーターに協力を求めた。ゴードンの当初の脚本では、より明白に宗教的な表象が登場していた。サミュエルは十字架にかけられたイエスのようなポーズで死ぬ予定だったが、FOX側の反対でそのシーンはカットされた。
クラークスビルでのシーンはブリティッシュコロンビア州の漁師町、スティーブストンで撮影された。カルヴィン神父の自宅として使用されたのは、ラングリーにある豪邸である。スタッフはその豪邸にあったプールの使用許可ももらい、そこでセットを組み立てていた。カルヴィン神父主催のイベントでのシーンは300人以上のエキストラを動員し、1日ですべてを撮影し終わった。プロデューサーのR・W・グッドウィンは本エピソードの製作で一番苦労したこととして南部アメリカ英語を話せる俳優をバンクーバーで探すことだったと振り返っており、念のため俳優に南部アメリカ英語の訓練を受けさせたとも話している。

## 評価
1994年3月18日、FOXは本エピソードを初めてアメリカで放映し、1160万人（710万世帯）が視聴した。
『エンターテインメント・ウィークリー』は本エピソードにB-評価を下し、「スコット・ベアストウの演技は見事だ。しかし、徹底的に作り込まれたプロットと南部のメガチャーチのステレオタイプに過ぎる描写は『X-ファイル』のエピソードというよりも、『ジェシカおばさんの事件簿』のエピソードに向いている。」と評している。『A.V.クラブ』のザック・ハンドルンは「無難なつくりで、話の展開が読めてしまう。宗教的表象も特に意味がない。」と批判している。『デン・オブ・ギーク』のマット・ハイは「「奇跡の人」はシーズン1のエピソードの中でも異色の作品である。サマンサ誘拐事件にも焦点を当てたからなのだろうか。」と述べている。
本エピソードにおけるモルダーはサマンサの幻影を見たことで、サミュエルの能力は本物だと確信する。このエピソード以降、モルダーがサマンサの行方を追う直接的な描写が増えているとの指摘がある。

## 余談
2000年、テリー・ビッスンは本エピソードをヤングアダルト小説に翻案してハーパーコリンズから出版した。